# Johan Falkman
Carl Johan Percy Falkman, född 22 oktober 1967 i Trelleborg, är en svensk konstnär. Han är känd som porträttmålare och muralmålare, men har också ägnat sig åt skulptur, film och författarskap.

## Uppväxt, utbildning och influenser
Johan Falkman växte upp i Trelleborg, där hans far var lots och sjökapten och hans mor kyrkokamrer. Han blev tidigt intresserad av måleri. Efter gymnasiet och militärtjänsten gick han på Dimitar Rangatchews konstskola och Skånska målarskolan, båda i Malmö, och på Ernst Fuchs konstskola i Reichenau i Österrike.
På 1990-talet studerade Falkman i New York, först porträttmåleri på National Academy of Design och sedan på Pratt Institute. Trots skolans inriktning på abstrakt konst kom Falkman att intressera sig för figurativt måleri. På kvällarna framträdde han som dragartist, vilket han även senare gjort i Sverige. Mot slutet av 1990-talet återflyttade Falkman till Sverige och bosatte sig i Malmö. Käthe Kollwitz' bilder och porträttmålaren Lovis Corinth kom att påverka Falkmans stil med tjocka penseldrag samt med psykologiskt och politiskt patos. Mexikanskt muralmåleri kom också att påverka honom. Falkman beskriver själv sin konst som en blandning av mexikansk muralism och tysk expressionism och symbolism.

## Konstnärligt skapande
När Falkman återkommit till Sverige ägnade han sig främst åt porträttmåleri. Han var fascinerad av överklassen och av ”dess värdiga arrogans och öppenhet mot promiskuösa excentriker” som han har uttryckt det. Han väntade inte på beställningar utan sökte upp människorna han ville avmåla. 2004 påbörjade han sitt dittills största projekt, en samling porträtt i olja och kol av läkare och professorer i Lund. 73 målningar ställdes ut 2006 på Kulturen i Lund. Utställningen, kallad Odödlighet, blev Falkmans genombrott.
Falkman har haft flera andra separatutställningar i bland annat Sverige och Mexiko.

## Teknik
Porträtt målar Falkman om möjligt med modellen framför sig hela tiden. Om han ska avbilda en någon som är avliden, engagerar han gärna någon som liknar personen. Det behöver inte handla om utseendet. Exempelvis har Björn Ranelid fått gestalta Fritiof Nilsson Piraten, Staffan Göthe har suttit modell för Gustaf V och Henric Holmberg för Adolf Hitler. Falkman gör alltid sina porträtt i olja på duk; han målar med breda penseldrag vått i vått, det vill säga blandar färgen direkt på duken utan att låta underliggande lager torka.

## Offentlig konst
Falkman har gjort ett flertal stora verk för publik miljö. Vissa av dem har åtföljts av omfattande och rikt illustrerade böcker. Han själv och andra författare redogör där för verkens tillkomst och sätter in dem i deras historiska och sociala sammanhang.

## Verkförteckning i urval
2002: Sju vålnader från Golgata, ett diktverk skrivet på uppdrag av Trelleborgs församling. Verket har framförts i S:t Nicolai kyrka i Trelleborg.
2006: Odödlighet – porträtt av läkare. Utställning på Kulturen i Lund med 73 oljemålningar av överläkare och professorer. Utställningen blev en publiksuccé men kritiker menade att porträtten visade upp en förlegad bild av läkaryrket. Boken Medicinens ansikte, med texter och många reproduktioner av målningarn,a såldes i stor upplaga. Utställningen fick två positiva följder för Falkman. Dels beställde Trelleborgs kommun två monumentalmålningar för att fira hundraårsjubileet av färjetrafiken mellan Trelleborg och Sassnitz, dels kom han i kontakt med finansmannen Anders Jarlskog som kom att sponsra flera av hans kommande verk.
2007: Den förlorade sonen, konst- och kulturtidskrift utgiven av Falkman. Det första, och troligen enda, numret kom ut 2007.
2009: Invigning av Falkmans monumentalmålningar i Trelleborg. Målningarna är utförda i olja på två dukar som mäter 7 x 4,7 meter vardera. De finns innanför entrén till gamla Trelleborgs Ångkvarn, som ägs av Trelleborgs hamn och som 2009 rymmer färjeterminal. Målningarna avser att skildra Trelleborgs historia och visar varvsarbetare, stora båtar, flaggbärare, marscherande soldater och mycket annat. Det är ”storvulet och lokalpatriotiskt” och inspirerat av mexikansk muralism.
2010–2013: Monument i Lund, ett projekt som aldrig genomfördes. Anders Jarlskog erbjöd sig att bekosta en byggnad ritad av Abelardo Gonzalez, en byggnad som Falkman skulle använda för att skildra Lunds historia. Byggnaden skulle bli 13 meter lång och två våningar hög. En tomt mellan Bantorget och järnvägen föreslogs. Flera politiker var från början positiva, men kritiska röster hördes också.
2012–2013: Hörby kommuns fullmäktigesal. En 30 kvadratmeter stor målning som väckte stor uppmärksamhet i Hörby, i Sverige och utomlands redan innan den var färdig. Enligt kommunalrådet Lars Ahlkvist var dess tema demokrati, frihet och mänskliga rättigheter. På tavlan syns många gestalter som kämpat för dessa värden på olika sätt. Falkman hade använt levande modeller, de flesta från trakten. Präster från Hörby poserade som medeltida biskopar och kommunalrådet som en romersk legionär som eskorterar Jesus på Golgata. Skånska Dagbladet publicerade hösten 2012 en bild på en leende Ahlkvist i legionärsutrustning tillsammans med en artikel som berättade att Ahlkvist och Falkman indirekt kände varandra och att upphandlingen eventuellt bröt mot reglerna om offentlig upphandling. Artikeln följdes av många artiklar i tidningar världen över. På tavlan syns den egyptiska författaren Nawal El Saadawi, som för Falkman symboliserade kampen för mänskliga rättigheter och som han tidigare hade porträtterat. Det var också El Saadawi som sommaren 2013 avtäckte den färdiga tavlan.
2013: Trosbeviset, en halvtimmeslång film om Falkmans mor som drabbats av Alzheimers sjukdom.
2018: Tolv roller söker en regissör, en tavla och en gåva till Malmö stad, gjord som en hyllning till teaterkonsten och till regissören Ronny Danielsson på Malmö opera. På tavlan syns Danielsson omgiven av kända artister i olika roller, bland andra Ola Salo, Rikard Wolff, Lill Lindfors, Charlotte Perrelli, Marianne Mörck och Lars Humble. En omfångsrik bok med huvudtext av Gabriella Håkansson berättar om verket.
2019–2022: Två statyer i brons bekostade av entreprenören Dan Olofsson. En staty av Ernest Hemingway placerad utanför Hemingways hem på Kuba och en byst av förre amerikanske utrikesministern James Baker i National Museum of American Diplomacy i Washington D.C.
2021: What Dignifies Us, ett hundratal målningar med bibliska motiv. Målningarna gjordes i fattiga byar i provinsen KwaZulu-Natal i Sydafrika med ungdomar som modeller. Målningarna ska visas i Mexiko, Kuba och Sverige och några auktioneras ut. Vinsten går till Dan Olofssons organisation Star for Life som arbetar för att minska spridningen av HIV i södra Afrika.
2024: Sankt Mauritius, två likadana bronsskulpturer av martyren Mauritius placerade i Lunds domkyrkoforum respektive katedralen i Magdeburg. På stiftskansliets gård i Lund finns sedan 2017 Falkmans byster av påve Franciskus och Martin Luther.